# جين آدامز
جين آدامز (بالإنجليزية: Jane Adams)‏ هي مربية وكاتِبة بريطانية، ولدت في 1960 في ليستر في المملكة المتحدة.